# Suecs de Finlàndia

Bandera dels suecs de Finlàndia

Els suecs de Finlàndia són una minoria lingüística de Finlàndia. Són, aproximadament, uns 265.000 al continent i 25.000 a les illes Åland, on són la majoria de la població. Un terç dels suecs de Finlàndia, però, són bilingües amb el finès; alhora, potser uns 600.000 finlandesos són bilingües amb el suec.

## Distribució
Habiten principalment a Österbotten/Pohjanmaa, a la regió d'Ostrobòtnia, a l'oest de l'arxipèlag de Turku/Åbo i a la ciutat de Turku (Åbo) (Turun ja Porin lääni/Åbo och Björneborgs län) a la regió de Finlàndia Pròpia. També n'hi ha a la ciutat de Hèlsinki (Helsingfors) i la regió d'Uusimaa (Nyland).

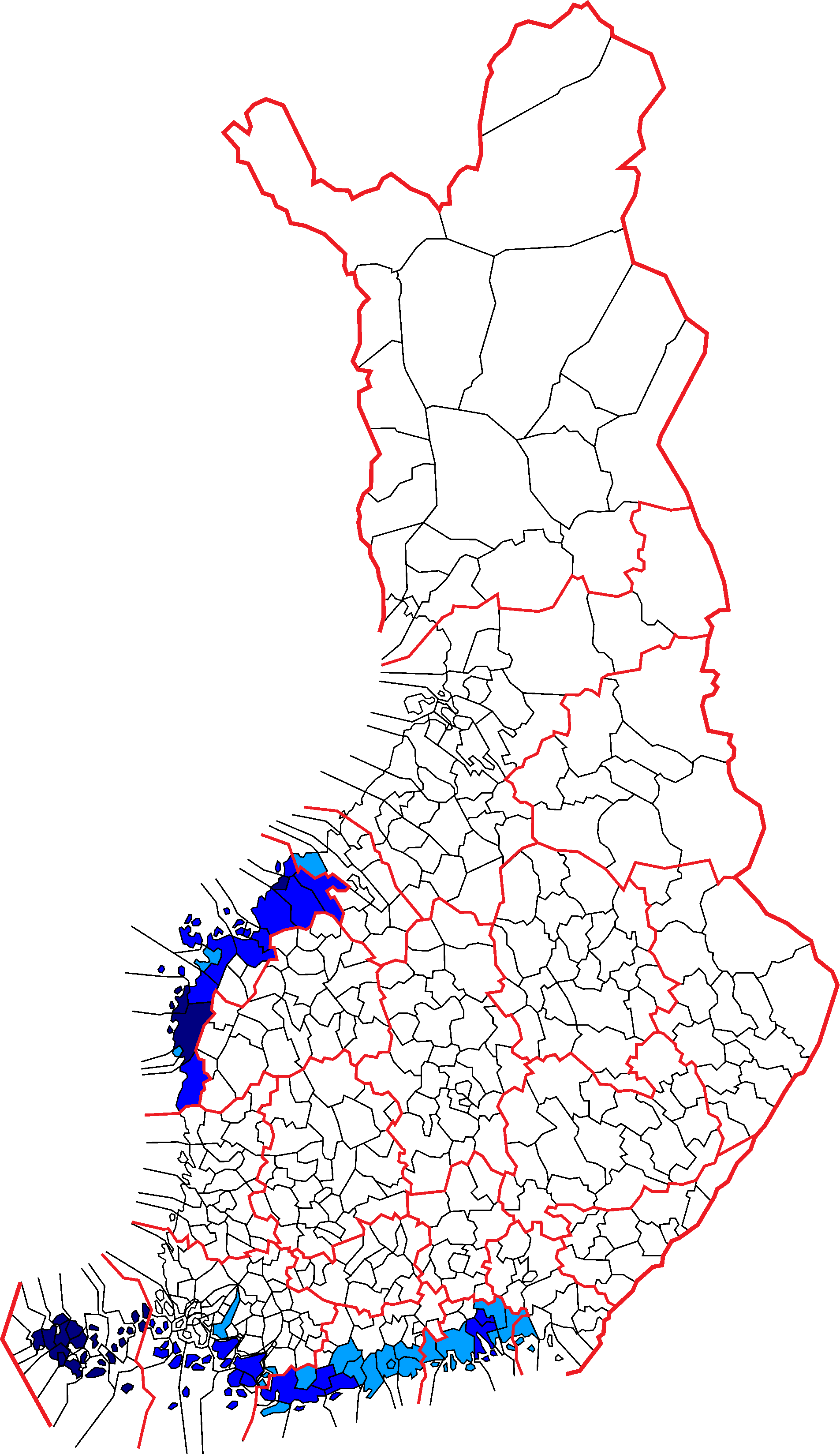
Situació i evolució dels suecs de Finlàndia. A les zones de blau més fosc, els suecs són majoritaris, i a les de blau més clar, minoritaris

Representen, aproximadament, el 5,8% de la població de Finlàndia. El seu nombre ha baixat en els darrers anys, principalment per l'emigració. Segons dades del 1995, n'hi havia 294.664, repartits, per territoris:
- A Uusimaa (Nyland), uns 137.595 (el 10,4% de la població)
- A Vaasa (Vasa), uns 100.005 (el 22,3% de la població)
- A Turku i Pori (Åbo och Björneborg) uns 27.257 (el 3,9% de la població)
- A les illes Åland, 23.732 (el 94,2% de la població de les illes)

Hi ha el Partit Popular Suec (Svenska Folkspartiet), que obté regularment uns 12 diputats a la dieta finlandesa. No és present a les illes Åland, que tenen el seu propi sistema de partits.

## Estatut legal
Segons l'article 14 de la constitució finlandesa, suec i finès són llengües reconegudes oficialment i l'Estat en garanteix l'ús i l'ensenyament. En totes dues es publicaran les lleis i es farà la instrucció militar.
Per la Språklag 1.6.1922/148 es garanteix l'ús oficial i en l'ensenyament del suec. Per zones, hi ha 26 municipis monolingües suecs (16 a Åland) i 39 de bilingües (22 amb majoria sueca i 17 amb majoria finesa).

## Demografia
- 9% de la població suecòfona de Finlàndia viu a les illes Åland
- 6% viu en ciutats i municipis oficialment suecòfons de la Finlàndia continental
- 35% viu en ciutats i municipis oficialment bilingües on els suecs són majoria
- 44% viu en ciutats i municipis oficialment bilingües on els suecs són minoria
- 6% viu en ciutats i municipis on només es parla finès.

## Suecs de Finlàndia il·lustres
| N.   | Nom i llinatges             | Activitat     | M.   |
| ---- | --------------------------- | ------------- | ---- |
| 1937 | Claes Anderson              | ex ministre   | 2019 |
| 1837 | Alexandra Frosterus-Såltin  | artista       | 1916 |
| 1914 | Tove Jansson                | il·lustradora | 2001 |
| 1867 | Carl Gustaf Emil Mannerheim | ex president  | 1951 |
| 1865 | Jean Sibelius               | compositor    | 1957 |
| 1969 | Linus Torvalds              | informàtic    |      |
| 1962 | Michael Widenius            | informàtic    |      |

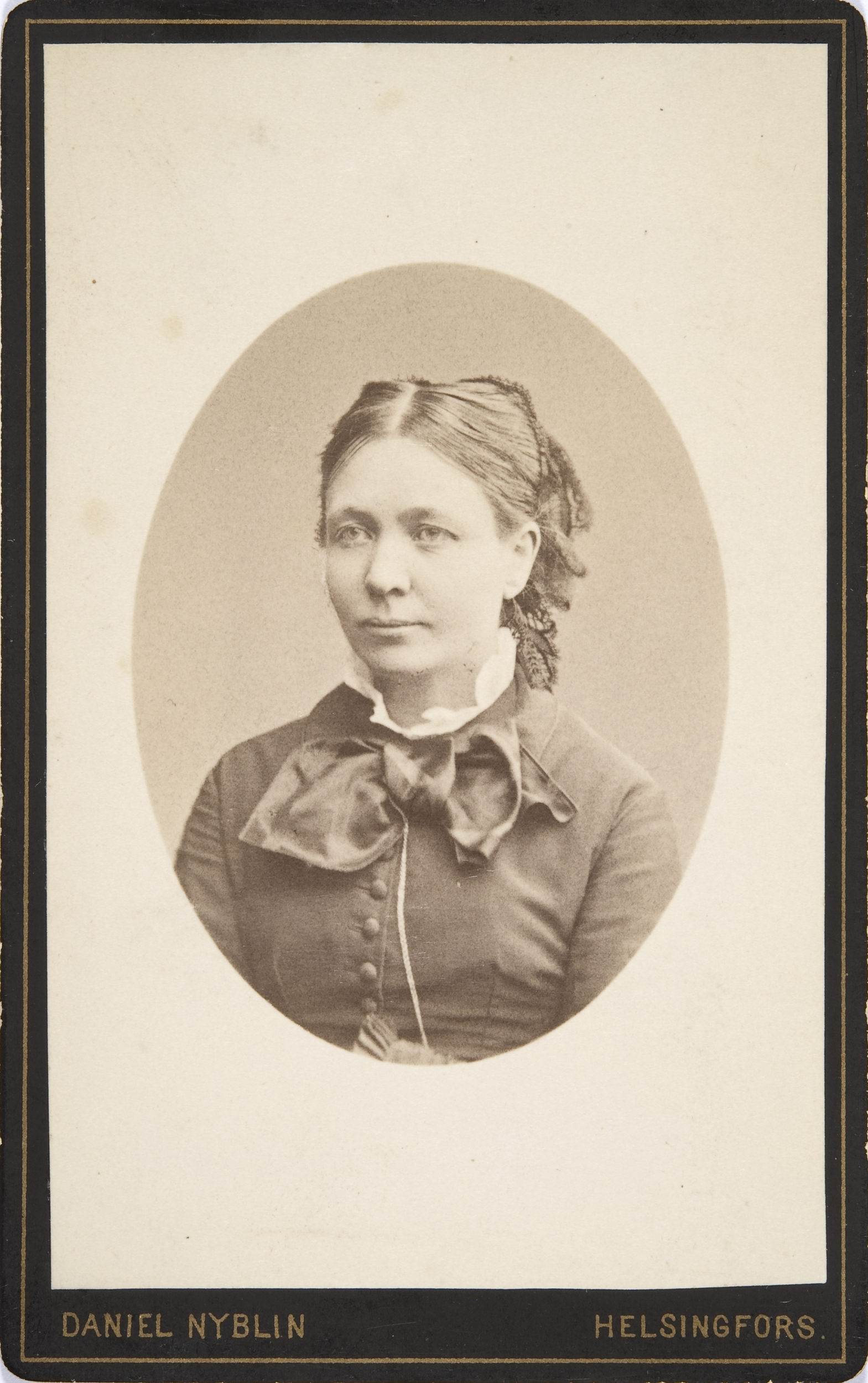
Frosterus-Såltin (1837-1916)
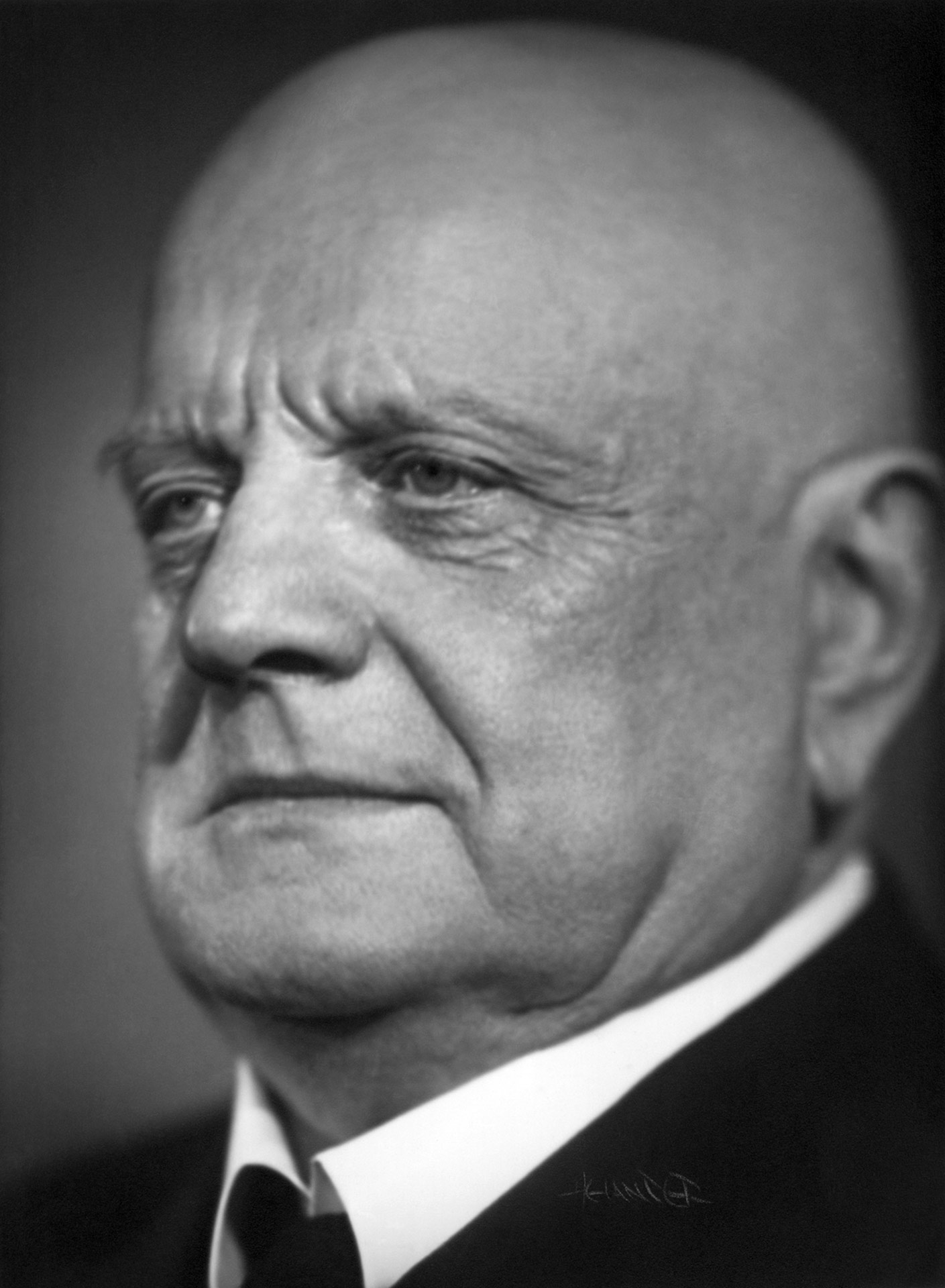
Jean Sibelius (1865-1957)
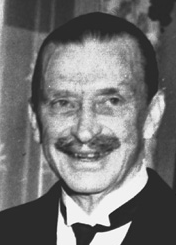
G. Mannerheim (1867-1951)
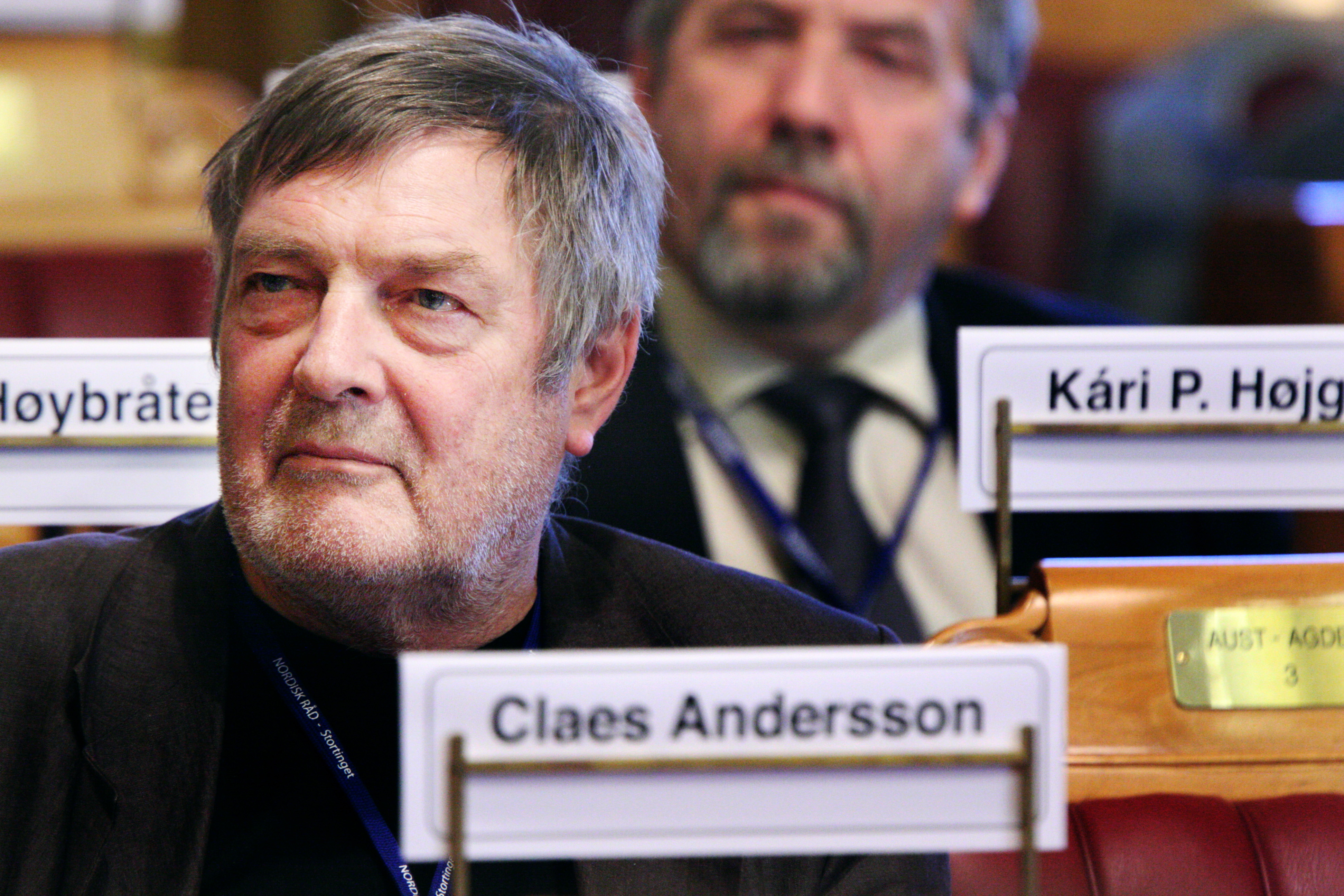
Claes Anderson (1937-2019)
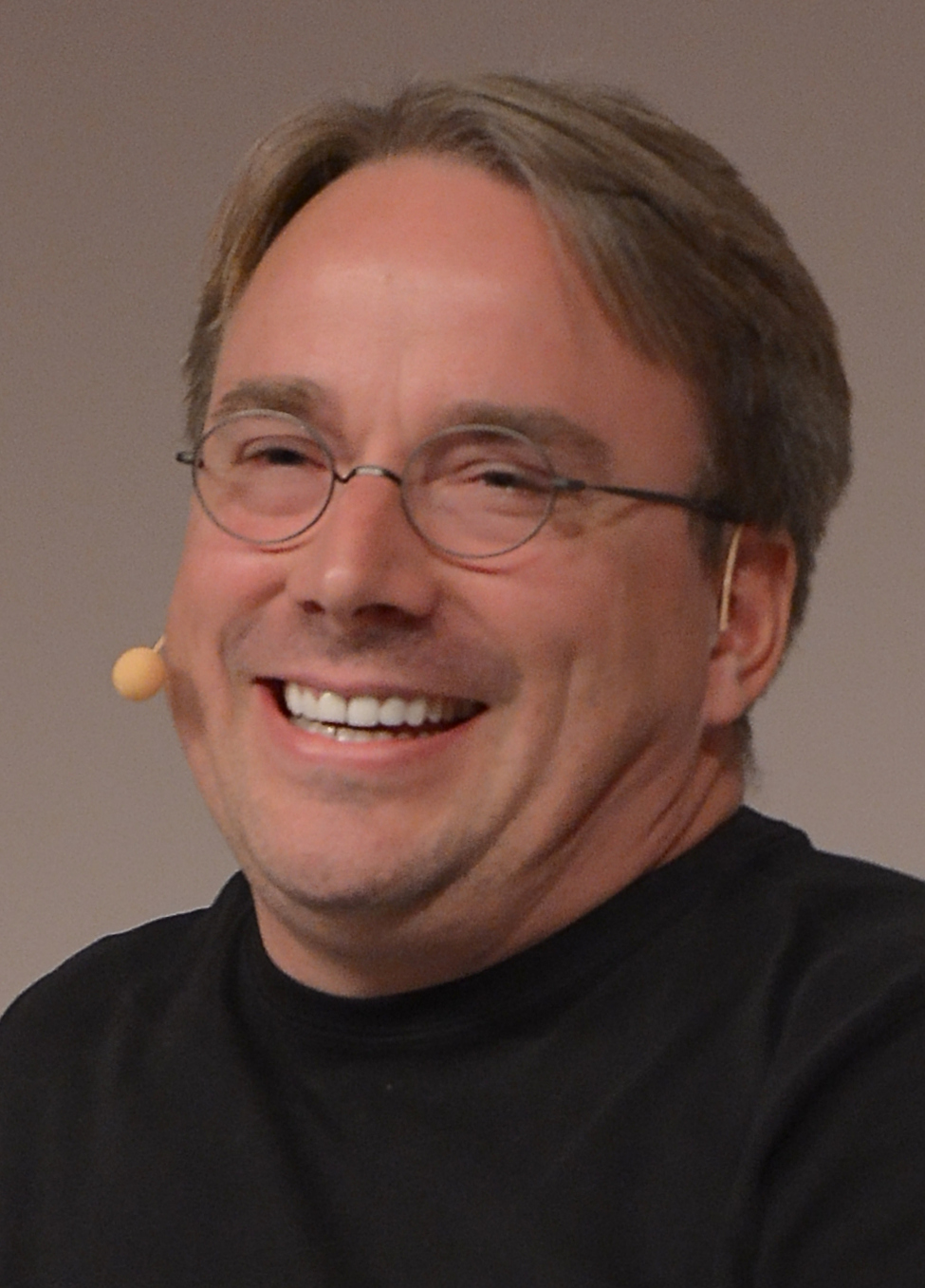
Linus Torvalds (n. 1969)
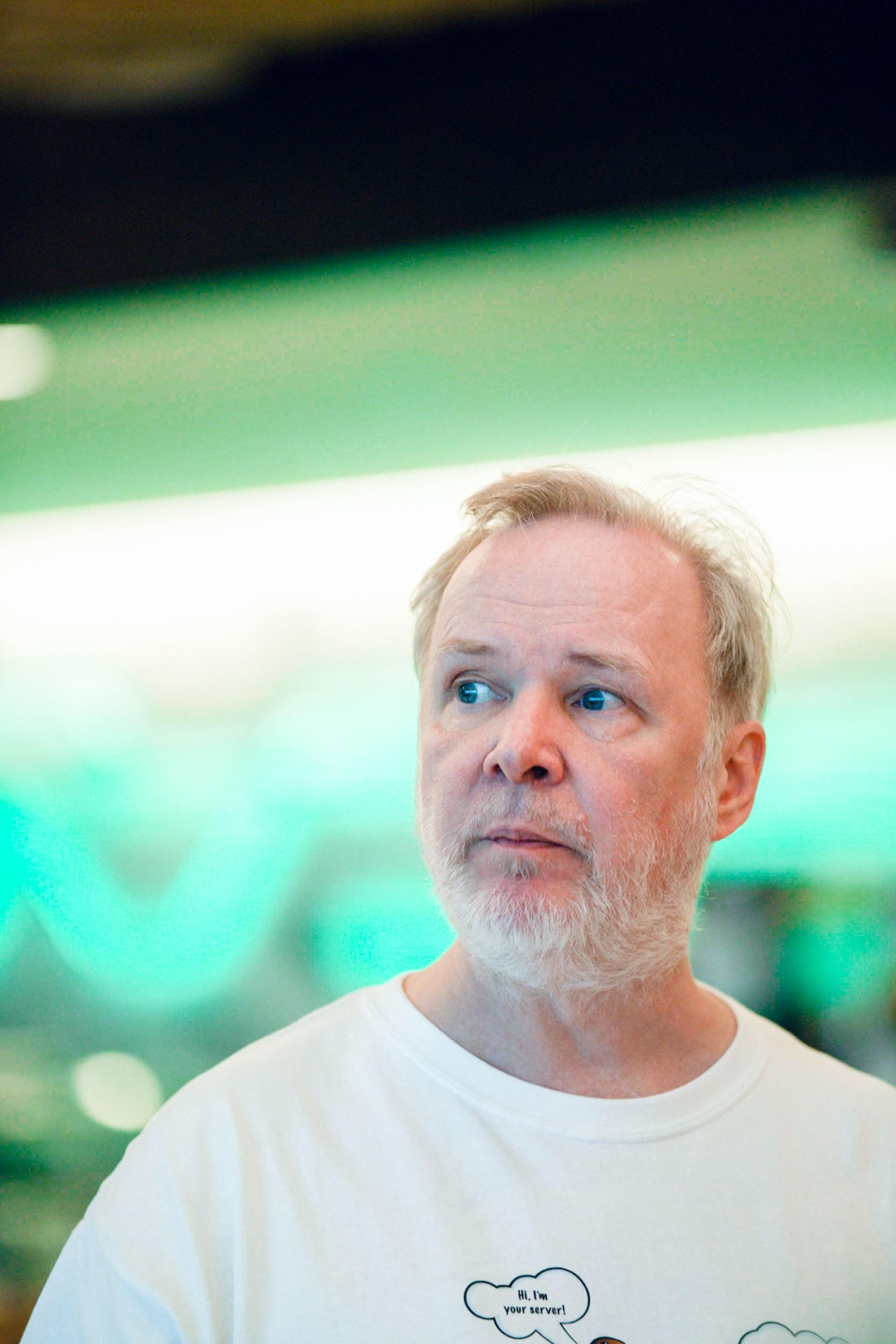
Michael Widenius